# Львов, Пётр Николаевич
Пётр Николаевич Львов (1755—1824) — русский военачальник, генерал-майор (с 30.09.1798).

## Биография
Родился в 1755 году.
Умер 29 февраля 1824 года.

### Послужной список
- 15.05.1798–30.09.1798 – командир Нижегородского драгунского полка
- 30.09.1798–08.03.1800 – шеф Астраханского драгунского полка
- 14.10.1801–25.08.1803 – командир Малороссийского кирасирского полка
- 25.08.1803–21.01.1809 – шеф Киевского драгунского полка

## Награды
- Награждён орденом Св. Георгия 3-й степени (№ 180, 20 мая 1808) — «В воздаяние отличного мужества и храбрости, оказанных в сражении против французских войск 29-го мая при Гейльсберге, где, командуя отрядом и будучи тесним несоразмерными силами неприятеля, искусными распоряжениями удержал онаго до прибытия авангарда и потом с отличием сражался; 2-го июня при Фридланде, когда генерал-лейтенант Уваров, переправивши уже под закрытием своим большую часть пехоты, оставил окончить оное, оказал особенную деятельность и исполнил все с отменною предусмотрительностью».[2]
- 21 декабря 1807 года награждён орденом Святой Анны 1-й степени.[3]
- Также был награждён другими орденами Российской империи.